# Ribs (песня)
«Ribs» (с англ. — «Рёбра») — песня новозеландской певицы Лорд с дебютного студийного альбома Pure Heroine. Песня была издана 30 сентября 2013 года на лейбле Universal Music Group в качестве промосингла в поддержку пластинки. Написанная и спродюсированная певицей в сотрудничестве с Джоэлом Литтлом, «Ribs» является электроникой и электропоп-песней. В ней Лорд обсуждает стресс, возникший у неё из-за страха перед старением в индустрии, в которой её возраст играет важную роль.
«Ribs» получила положительные отзывы от музыкальных критиков, которые похвалили лирическое содержание трека. Композиция вошла в чарты таких стран, как Австралия, Новая Зеландия, Великобритания и США. Лорд исполняла «Ribs» на многих шоу, включая «Позднее шоу с Дэвидом Леттерманом», а также в течение всего дебютного концертного тура в 2014 году.

## Продакшн и композиция
Песня «Ribs» была написана Эллой Йелич-О’Коннор (Лорд) и продюсером Джоэлом Литтлом. Литтл также занимался продакшном, сведением и инструментовкой. Композиция, как и весь альбом Pure Heroine, была записана на студии Golden Age Studios, расположенной в районе Морнингсайда (Окленд, Новая Зеландия). 30 сентября 2013 года песня была выпущена для бесплатной загрузки в качестве промосингла в iTunes.
В интервью для MTV News Лорд поделилась, что вдохновением для песни стал стресс, возникший у певицы из-за страха старения в индустрии, для которой важное значение играет её юный возраст. Также певица добавила, что переслушивание песни вызвало у неё чувство «тёплых объятий». Кроме этого, исполнительница вдохновлялась своей «большой вечеринкой, когда родителей не было дома». Композиция «Ribs» была написана в день фестиваля «Laneway Festival» в Окленде в январе 2013 года. «Ribs» — электропоп-песня, электроника с влиянием дип-хауса, начинающаяся с эмбиента. Также в композиции упоминается трек «Lover’s Spit» канадской рок-группы Broken Social Scene.

## Концертное исполнение
Лорд впервые исполнила «Ribs» и «400 Lux» в клубе Le Poisson Rouge в Гринвич-Виллидж. 7 сентября 2013 года Лорд также исполнила песню на своём бесплатном концерте на площадке Вектор Арена в Окленде. 24 сентября 2013 года певица исполнила трек в The Fonda Theatre в Лос-Анджелесе, штат Калифорния. 3 октября 2013 года Лорд провела концерт в клубе «Warsaw» в Бруклине, где исполнила песню вместе с другими треками Pure Heroine. 26 ноября 2013 года Лорд исполнила песню на «Позднем шоу с Дэвидом Леттерманом» под аккомпанемент барабанщика и клавишника с её группы. Канадский продюсер и диджей Райан Хемсворт создал ремикс на песню и выпустил его под названием «Let’s Have a Sleepover Version».

## Реакция критиков
После выпуска «Ribs» получила благоприятные отзывы критиков. Джейсон Липшутз, критик журнала Billboard, отметил, что чем дальше песня отдаляется от вступительного эмбиента, тем более неистово звучит «изнурённый вокал Лорд», отражая осознание певицей своего взросления и связанных с ним проблем. Майк Восс из издания Idolator назвал песню «проблеском» того, каким Лорд станет музыкантом, когда перерастёт песни о «пригороде и блестящих вещах, которые она хочет». Рецензент также отметил, что строчками «Ты — единственный друг, который мне нужен, / Чтобы делить кровать как маленькие дети» певица показывает свою уязвимость. Линдсей Золадз из Pitchfork назвала Лорд «весьма многообещающим автором песен» и высказала мнение, что «Ribs» — лучшая песня, написанная певицей на тот момент.
С точки зрения коммерческого успеха, композиция дебютировала с 36 позиции в австралийском чарте и с 92 места в британском стриминговом чарте, а также заняла двадцать девятое место в новозеландском чарте. Сингл вошёл в чарт журнала Billboard Hot Rock Songs, заняв двадцать шестую позицию.

## Список композиций
| №  | Название | Автор(ы)                         | Продюсер(ы)           | Длительность |
| -- | -------- | -------------------------------- | --------------------- | ------------ |
| 1. | «Ribs»   | Элла Йелич-О’Коннор, Джоэл Литтл | Литтл, Йелич-О’Коннор | 4:19         |

## Чарты
| Чарт (2013—14)             | Высшая позиция |
| -------------------------- | -------------- |
| Австралия                  | 36             |
| Новая Зеландия             | 29             |
| США (Rock Songs)           | 26             |
| Великобритания (Streaming) | 92             |